# Sede titolare di Urci
Urci (in latino: Urcitana) è una sede titolare della Chiesa cattolica.

## Storia
Urci, l'odierna Almería, è stata una sede episcopale spagnola durante l'epoca romana e quella visigotica; sono attestati vescovi ancora nel X secolo, dopo la conquista araba della penisola. La sede di Urci è stata restaurata nel 1492 con il nome di diocesi di Almería.
Dal 1969 Urci è annoverata tra le sedi vescovili titolari della Chiesa cattolica; dal 14 febbraio 2023 il vescovo titolare è David Abadías Aurín, vescovo ausiliare di Barcellona.

## Cronotassi dei vescovi titolari
- Francis Xavier Sanguon Souvannasri † (3 aprile 1970 - 22 dicembre 1970 dimesso)
- Philip Sulumeti (28 maggio 1972 - 9 dicembre 1976 nominato vescovo di Kisumu)
- Jean-Paul Labrie † (4 aprile 1977 - 29 luglio 2001 deceduto)
- Oscar Azarcon Solis (11 dicembre 2003 - 10 gennaio 2017 nominato vescovo di Salt Lake City)
- Antoni Vadell Ferrer † (19 giugno 2017 - 12 febbraio 2022 deceduto)
- David Abadías Aurín, dal 14 febbraio 2023